# Nostolachma crassifolia
Nostolachma crassifolia är en måreväxtart som först beskrevs av James Sykes Gamble, och fick sitt nu gällande namn av Debendra Bijoy Deb och Lahiri. Nostolachma crassifolia ingår i släktet Nostolachma och familjen måreväxter. IUCN kategoriserar arten globalt som starkt hotad. Inga underarter finns listade i Catalogue of Life.